# Autrécourt-sur-Aire
Autrécourt-sur-Aire település Franciaországban, Meuse megyében. Lakosainak száma 112 fő (2022. január 1.). Autrécourt-sur-Aire Waly, Foucaucourt-sur-Thabas, Ippécourt, Lavoye és Nubécourt községekkel határos.

## Népesség
A település népességének változása:
| Lakosok száma | 146  | 96   | 105  | 131  | 112  | 110  | 115  | 118  | 118  | 112  |
|               | 1968 | 1982 | 1990 | 2006 | 2013 | 2015 | 2017 | 2019 | 2020 | 2022 |